# Sire (Anrede)
Sire (Aussprache französisch [siʁ] / englisch [saɪə]) ist ein Titel französischen Ursprungs und Anrede für die Häupter einiger der ältesten Adelsgeschlechter, wie beispielsweise derer von Joinville, Coucy oder Crequi. Seit dem 16. Jahrhundert war die Anrede Sire dem König vorbehalten.
Im Hochmittelalter verbreitete sie sich auch in weitere europäische Länder, wie etwa nach England, wo die abgeleitete Anrede „Sir“ als Namensvorsatz des Ritters (Knight und Baronet) noch heute als Titel und zudem als allgemeine höfliche Anrede in Gebrauch ist.
Noch heute ist Sire im Französischen als Anrede für einen Kaiser oder König, auch ehemalige, vorgesehen. Das weibliche Gegenstück ist Madame. Die entsprechende Anrede für Prinzen und Prinzessinnen ist Monseigneur, beziehungsweise ebenso Madame. Als Alternative für die Anrede eines Herrschers kann Majesté (deutsch: Majestät) verwendet werden.
Der Ursprung des Wortes Sire beruht auf einer Abkürzung von Monseigneur (deutsch: Mein Herr).